# Eden: It's an Endless World!
Eden: It's an Endless World! (EDEN 〜It's an Endless World!〜?) è un manga scritto e disegnato da Hiroki Endo e pubblicato in Giappone sulla rivista Afternoon. È ambientato in un prossimo futuro, nel quale un misterioso virus ha sterminato il 15% della popolazione mondiale, alterando l'equilibrio politico globale. La copertina del volume 11 è stata citata dal New York Times.

## Trama
Un pericolosissimo virus, denominato Closer Virus, ha sterminato gran parte della popolazione terrestre. Il suo metodo di attacco è allo stesso tempo semplice e micidiale: trasformare la pelle in materiale corneo, sino a portare l'ospite alla morte. Alcune persone presentano però un'immunità naturale a questo virus, come Enoa Ballade e Hana Mayer, due ragazzini che vengono rinchiusi in una sorta di Eden dove potranno ripopolare la Terra. Vent'anni più tardi, Enoa è il più grande boss della droga del Sud America: ha accumulato molto potere, ma anche molti nemici, tra cui l'organizzazione Propater. Questi ultimi, non riuscendo a ucciderlo, rapiscono la moglie Hana e la figlia Mana, mentre il figlio Elia riesce a sfuggire agli assalitori. Il ragazzo si ritrova a vagare in un devastato Perù insieme al robot Cherubino, intraprendendo un viaggio per cercare di salvare la madre e la sorella rapite.

## Personaggi
Elia Ballade
figlio di Enoa e di Hana, anche se vorrebbe farsi chiamare con il cognome che ha preso la madre (Mayool) con cherubino inizia le sue avventure in una terra inesplorata, scampato al rapimento della madre e della sorella da parte di Propater. Stringe amicizia con Helena, una prostituta.
Enoa Ballade
figlio di Cris e di Linda. Il suo vero nome è Ennoia. Venne abbandonato dal padre in giovane età ed affidato a Rain dopo la morte della madre, ucciderà inconsapevolmente il padre difendendo se stesso e Hana con il robot Cherubino, da un'incursione di Propater ad Eden. Con l'amica di infanzia Hana avrà tre figli: Gina, Elia e Mana. una volta cresciuto sarà a capo di una vasta organizzazione criminale dedita al narcotraffico. Morirà nel tentativo di bloccare il Big barrel. Immune al closure e al disclosure virus.
Hana Mayool
amica di infanzia e compagna di Enoa, disgustata dal comportamento del marito ripudierà il cognome facendosi chiamare Mayool. Rapita insieme alla figlia Mana da Propater, rimarrà paralizzata e perderà parte della memoria, durante il tentativo di liberarla.
Cherubino
robot utilizzato più volte nel corso della serie: la prima volta da Maya poi ricostruito da Enoa servirà prima lui e poi suo figlio Elia, verrà utilizzato anche da Sofia durante diverse battaglie. Sarà l'artefice di molte uccisioni, fra cui quella di Cris, di Enoa e di Karn.
Helena Montoya
prostituta che incontra Elia e il gruppo dei Nomad; diverrà il primo amore di Elia e sarà da lui vendicata dopo esser stata brutalmente aggredita e mutilata da Pedro.
Miriam Arona
sottoufficiale nata nell'89, esperta di arti marziali innamorata di Leonardo, alla fine avrà un bambino con Elia Ballade.

## Pubblicazione
Eden è stato pubblicato sulla rivista Afternoon di Kodansha dal 25 settembre 1997 al 25 giugno 2008 per un totale di 127 capitoli; questi sono stati raccolti in 18 volumi pubblicati, sotto l'etichetta Kodansha Comics, tra il 21 aprile 1998 e il 23 luglio 2008. Il manga è stato pubblicato anche all'estero: negli USA da Dark Horse Comics dal 2 novembre 2005, in Francia da Generation Comics, in Germania e in Polonia da Egmont e in Portogallo da Panini Comics. Anche in Italia il manga è stato pubblicato da Panini Comics, prima nella collana Manga 2000 e poi, dal volume 15 al 18, in monografico, per poi venire ripubblicato in un'edizione deluxe da 9 volumi, ognuno contenente due volumi dell'edizione originale, tra il 9 agosto 2012 e il 9 gennaio 2014.
| Nº | Titolo italiano Giapponese 「Kanji」 - Rōmaji   | Data di prima pubblicazione              | Data di prima pubblicazione |
| Nº | Titolo italiano Giapponese 「Kanji」 - Rōmaji   | Giapponese                               | Italiano                    |
| 1  | Eden: It's an Endless World! 1 「ＥＤＥＮ 1」   | 21 aprile 1998 ISBN 978-4-06-314176-4    | 20 aprile 2000              |
| 2  | Eden: It's an Endless World! 2 「ＥＤＥＮ 2」   | 20 ottobre 1998 ISBN 978-4-06-314191-7   | 15 giugno 2000              |
| 3  | Eden: It's an Endless World! 3 「ＥＤＥＮ 3」   | 19 maggio 1999 ISBN 978-4-06-314208-2    | 24 agosto 2000              |
| 4  | Eden: It's an Endless World! 4 「ＥＤＥＮ 4」   | 21 febbraio 2000 ISBN 978-4-06-314233-4  | 19 ottobre 2000             |
| 5  | Eden: It's an Endless World! 5 「ＥＤＥＮ 5」   | 18 luglio 2000 ISBN 978-4-06-314246-4    | 22 marzo 2001               |
| 6  | Eden: It's an Endless World! 6 「ＥＤＥＮ 6」   | 19 settembre 2001 ISBN 978-4-06-314274-7 | 18 aprile 2002              |
| 7  | Eden: It's an Endless World! 7 「ＥＤＥＮ 7」   | 21 maggio 2002 ISBN 978-4-06-314294-5    | 20 marzo 2003               |
| 8  | Eden: It's an Endless World! 8 「ＥＤＥＮ 8」   | 19 febbraio 2003 ISBN 978-4-06-314307-2  | 18 marzo 2004               |
| 9  | Eden: It's an Endless World! 9 「ＥＤＥＮ 9」   | 17 luglio 2003 ISBN 978-4-06-314325-6    | 12 agosto 2004              |
| 10 | Eden: It's an Endless World! 10 「ＥＤＥＮ 10」 | 21 novembre 2003 ISBN 978-4-06-314334-8  | 21 ottobre 2004             |
| 11 | Eden: It's an Endless World! 11 「ＥＤＥＮ 11」 | 23 luglio 2004 ISBN 978-4-06-314349-2    | 19 maggio 2005              |
| 12 | Eden: It's an Endless World! 12 「ＥＤＥＮ 12」 | 23 febbraio 2005 ISBN 978-4-06-314370-6  | 20 ottobre 2005             |
| 13 | Eden: It's an Endless World! 13 「ＥＤＥＮ 13」 | 21 settembre 2005 ISBN 978-4-06-314390-4 | 18 maggio 2006              |
| 14 | Eden: It's an Endless World! 14 「ＥＤＥＮ 14」 | 23 marzo 2006 ISBN 978-4-06-314407-9     | 8 febbraio 2007             |
| 15 | Eden: It's an Endless World! 15 「ＥＤＥＮ 15」 | 23 ottobre 2006 ISBN 978-4-06-314431-4   | 24 luglio 2008              |
| 16 | Eden: It's an Endless World! 16 「ＥＤＥＮ 16」 | 23 aprile 2007 ISBN 978-4-06-314454-3    | 20 novembre 2008            |
| 17 | Eden: It's an Endless World! 17 「ＥＤＥＮ 17」 | 21 dicembre 2007 ISBN 978-4-06-314481-9  | 22 gennaio 2009             |
| 18 | Eden: It's an Endless World! 18 「ＥＤＥＮ 18」 | 23 luglio 2008 ISBN 978-4-06-314515-1    | 19 febbraio 2009            |

## Accoglienza
Il manga ha ricevuto una nomination per il Seiun Award nel 2009 per il miglior manga di fantascienza ed è stato ritenuto il miglior manga nel 2007 dalla rivista Wizard; il volume 11 è stato il decimo volume manga più venduto tra il 22 e il 28 febbraio 2009 negli Stati Uniti La serie è apparsa in alcuni sondaggi del sito AnimeClick.it, dove è ritenuto il miglior seinen degli anni novanta e al quarto posto tra i manga più consigliati.
La serie viene ritenuta il successore spirituale di Akira di Katsuhiro Ōtomo, da cui trae l'ambientazione fantascientifica e cyberpunk condita da una situazione politica ben concepita e descritta minuziosamente; il manga tratta molteplici tematiche, perlopiù cupe, come la crudeltà e il cinismo presenti nell'animo umano, l'assenza di morale, la guerra e le discriminazione che minano il tentativo da parte dei personaggi di raggiungere una tanto agognata felicità. I personaggi che appaiono hanno ognuno un background diverso e che maturano col prosieguo dell'opera. I disegni dell'opera sono prevalentemente realistici, mostrando fin nei minimi particolari anche le scene più cruente.